# Yapeyú
Yapeyú ist eine Stadt in der Provinz Corrientes in Argentinien im Departamento San Martín. Sie hat ca. 2.000 Einwohner (Stand von 2001).

## Geschichte
Die Stadt wurde am 4. Dezember 1626 vom Jesuiten Pedro Romero gegründet, der der Siedlung den Namen Villa de Nuestra Señora de los Santos Reyes Magos y Yapeyú gab. Der Begriff Yapeyú kommt aus der Sprache Guaraní, was übersetzt „reife Frucht“ bedeutet. Yapayú war einst auch der Name des Flusses, der heute als Guaviraví bekannt ist.
1778 wurde dort der Unabhängigkeitskämpfer José de San Martín geboren. Das Haus, in dem er mit seiner Ehefrau Gregoria Matorras lebte, ist noch erhalten.
Yapeyú gehörte zu den dreißig Siedlungen, die 1817 von der portugiesischen Armee zerstört wurden, jedoch wurde sie wieder aufgebaut.